# Boris Fiodorow
Boris Grigorjewicz Fiodorow (ros. Борис Григорьевич Фёдоров; ur. 13 lutego 1958 w Moskwie, zm. 20 listopada 2008 w Londynie) – rosyjski ekonomista i polityk, doradca Borysa Jelcyna do spraw gospodarczych, współtwórca przemian rynkowych w Rosji, kilkukrotny wicepremier, dwukrotnie wybierany deputowanym do Dumy, w latach 2000–2008 reprezentant prywatnych akcjonariuszy w Gazpromie, RAO JES i Sbierbanku.